# Noch (álbum de Kinó)
Noch (del ruso: Ночь) es un álbum de 1986 lanzado por la banda soviética Kino. El título significa "Noche".
La versión original fue a través de magnitizdat. En 1988, el álbum fue publicado en vinilo por Melodiya sin permiso del grupo, lo cual molestó a sus integrantes pues no sólo lo publicaron sin su consentimiento, sino que también diseñaron la portada que quisieron. No obstante, el disco vendió 2 millones de copias, haciendo popular al grupo.

## Pistas del álbum
| N.º   | Título                          | Duración |  |
| 1.    | «Видели ночь»                   | 3:07     |  |
| 2.    | «Фильмы»                        | 4:52     |  |
| 3.    | «Твой номер»                    | 3:27     |  |
| 4.    | «Танец»                         | 4:31     |  |
| 5.    | «Ночь»                          | 5:27     |  |
| 6.    | «Последний герой»               | 2:13     |  |
| 7.    | «Жизнь в стёклах»               | 3:20     |  |
| 8.    | «Мама Анархия»                  | 2:42     |  |
| 9.    | «Звёзды останутся здесь»        | 3:35     |  |
| 10.   | «Игра»                          | 4:59     |  |
| 11.   | «Мы хотим танцевать»            | 3:57     |  |
| 12.   | «Попробуй спеть вместе со мной» | 5:15     |  |
| 13.   | «Закрой за мной дверь, я ухожу» | 4:00     |  |
| 14.   | «Дальше действовать будем мы»   | 3:56     |  |
| 15.   | «Спокойная ночь»                | 2:46     |  |
| 43:11 |                                 |          |  |

## Músicos
- Víktor Tsoi - Voz, guitarra acústica
- Yuri Kasparyan - Guitarra líder, coro
- Aleksandr Titov - Bajo
- Georgiy Guryanov - Batería programada, coro

Personal adicional
- Igor Butman - Saxofón
- "The Young Brothers" - coro
- Andrei Tropillo - Flauta, coros

- Datos: Q1648291